# Hátindar
Hátindar är en bergstopp i republiken Island. Den ligger i regionen Suðurland, 130 km öster om huvudstaden Reykjavík. Toppen på Hátindar är 672 meter över havet.
Trakten runt Hátindar är nära nog obefolkad, med mindre än två invånare per kvadratkilometer.